# ميدالية الاستحقاق الذهبية في الفنون الجميلة (إسبانيا)

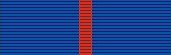
شري الوسام

الميدالية الذهبية للاستحقاق في الفنون الجميلة ( (بالإسبانية: Medalla de Oro al Mérito en las Bellas Artes)‏ ) هي وسام تمنحه سنوياً وزارة الثقافة والرياضة الإسبانية  للأفراد أو المؤسسات المتفوقين في الإبداع الفني أو الثقافي أو لأولئك الذين قدموا خدمات قيمة لترويج الفن والثقافة أو للحفاظ على التراث الفني.
أنشأت هذه الميداليات بموجب مرسوم صدر في ديسمبر 1969.

## الفائزون بالجائزة
بعض الحاصلين على هذه الجائزة:
- سلفادور دالي (painter, sculptor), 1971
- Rafael Manzano  [لغات أخرى]‏ (architect), 1972
- خوان ميرو (painter), 1980
- لويس بونويل (cinema director), 1981
- بلاثيدو دومينغو (Singer), 1983
- روفينو تامايو (painter), 1985
- Eleanor Sayre, (international expert on Goya), 1991
- Joan Brossa (poet, playwright and experimental artist), 1995
- خواكين أتشوكارو (pianist, teacher), 1996
- بيدرو ألمودوبار (cinema director), 1998
- متحف غوغنهايم بلباو, 1998
- Carmen Laffón (painter), 1999[9]
- أوسكار دي لا رينتا (fashion designer), 1999
- تشاس لامبريف, 2001[10]
- خواكين سابينا (singer, composer), 2005
- Carmen Linares (singer), 2005
- Enrique Morente (singer), 2005
- Alberto Schommer, (photographer), 2008
- أنتونيو بانديراس (actor), 2008
- ميغيل غونزاليس (singer, composer), 2009
- El Hortelano (painter), 2009
- Eloísa García de Wattenberg (historian), 2010
- أليخاندرو صانز (singer, composer), 2011
- كارلوس  سانشيز بيريز  [لغات أخرى]‏ (cartoonist, painter), 2011
- Ángel Peralta Pineda (rejoneador), 2013
- Mansilla+Tuñón (architects), 2014
- Alaska (singer), 2015
- Maria Pages (dancer & choreographer), 2015
- María La Ribot (dancer), 2015[11]
- آن صوفي موتر (musician), 2016
- Mauricio Wiesenthal (writer), 2016
- Gustavo Dudamel (conductor), 2020
- آنا غونزاليس (fashion designer), 2021 [12]